# Козаченко Тетяна Валеріївна
Козаченко Тетяна Валеріївна (18 грудня 1981, Рівне, Україна) — українська фристайлістка, фахівець із лижної акробатики, учасниця трьох Олімпійських ігор.

## Олімпійські ігри
Виступи на Олімпійських іграх
| Рік  | Місце проведення    | Дисципліна | Результат |
| ---- | ------------------- | ---------- | --------- |
| 1998 | Наґано, Японія      | акробатика | 4         |
| 2002 | Солт-Лейк-Сіті, США | акробатика | 15        |
| 2006 | Турин, Італія       | акробатика | 18        |

## Чемпіонат світу
Виступи на чемпіонатах світу:
| Рік  | Місце проведення     | Результат |
| ---- | -------------------- | --------- |
| 1997 | Іїдзуна, Японія      | 8         |
| 1999 | Майрінґен, Швейцарія | 11        |
| 2001 | Вістлер, Канада      | 24        |
| 2005 | Рука, Фінляндія      | 26        |

## Кубок світу
Подіуми на етапах кубків світу:
| Сезон   | Місце проведення | Результат |
| ------- | ---------------- | --------- |
| 2005–06 | Квебек, Канада   | 3         |

Підсумкові результати по кожному сезону:
| Сезон   | Акробатика | Набрані очки |
| ------- | ---------- | ------------ |
| 1997–98 | 19         | 248          |
| 1998–99 | 14         | 180          |
| 1999–00 | 16         | 200          |
| 2000–01 | 13         | 224          |
| 2001–02 | 19         | 216          |
| 2004–05 | 31         | 39           |
| 2005–06 | 13         | 214          |